# Giacomo Fini
Pour les articles homonymes, voir Fini.
Giacomo Fini, né le 14 avril 1934 à Seravezza (Toscane), est un coureur cycliste italien, professionnel de 1957 à 1961. 

## Palmarès
- 1957
  -  Champion d'Italie sur route indépendants
  - 2e de la Coppa Sabatini
  - 2e du Milan-Rapallo
  - 3e du Tour du Piémont
- 1958
  - 2e du Grand Prix de Pistoia

## Résultats sur les grands tours

### Tour d'Italie
4 participations
- 1957 : 70e
- 1959 : 78e
- 1960 : 95e
- 1961 : 79e